# Дивача
Дивача — крупная деревня в прибрежной области Словении в регионе Обално-Крашка, недалеко от итальянской границы. Она является главным населённым пунктом и центром муниципалитета-общины Дивача и железнодорожным узлом.

## География

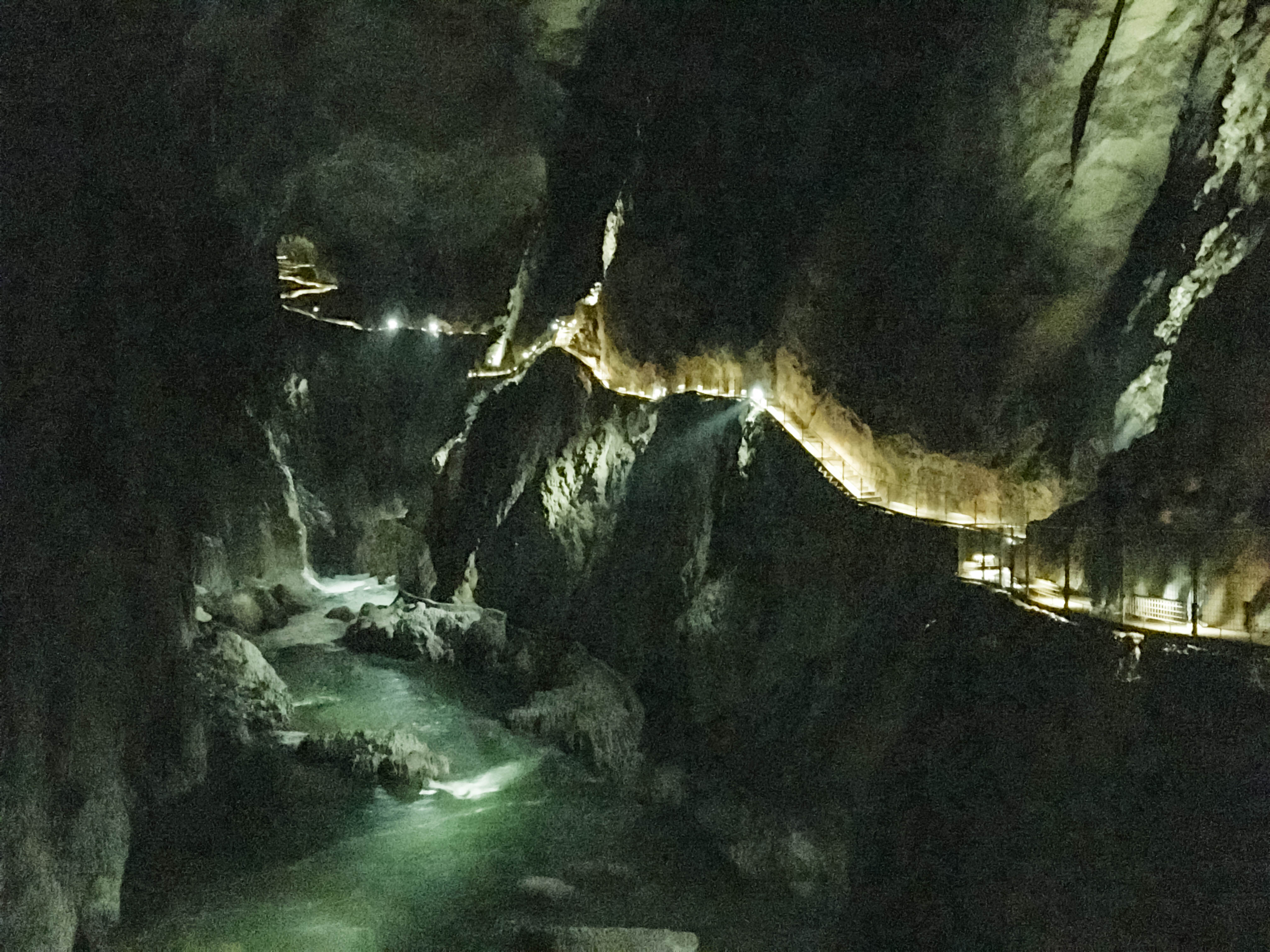
Шкоцьянске-Яме

Дивача расположена вдоль автомагистрали А1 и старой главной дороги от Сеносеза до Копера, от неё уходит дорога на Локев. В хребет Времсица поднимается на северо-востоке, холмы Себуловицa к северу, и холмы Козлек на западе. Пахотные поля, в основном, лежат к северо-востоку, а пастбища — на северо-западе и юго-западе. Сосновый лес произрастает на северо-востоке от холмов Себуловица. В 1890-х годах и после Второй мировой войны в окрестностях деревни активно занимались лесонасаждением. 
В округе имеется много пещер, в т.ч. один из трёх самых известных туристических объектов и одна из двух туристических пещер в Словении и одна из самых крупных из посещаемых пещер в Европе Шкоцьянске-Яме с подземными рекой и мостом.

## История
Насаждения айланта возле железнодорожной станции были использованы для того чтобы культивировать шелкопряд в 19 веке. Водопровод был установлен на железной дороге в 1857 году, но город не был подключен к водопроводу до 1948 года.

### Братская могила
В Диваче, около Змеиной пещеры захоронено в 1945 году 25 человек, погибших от рук немецких солдат

## Церковь
Местная приходская церковь Святого Антония-отшельника принадлежит епархии Копер.

## Транспорт

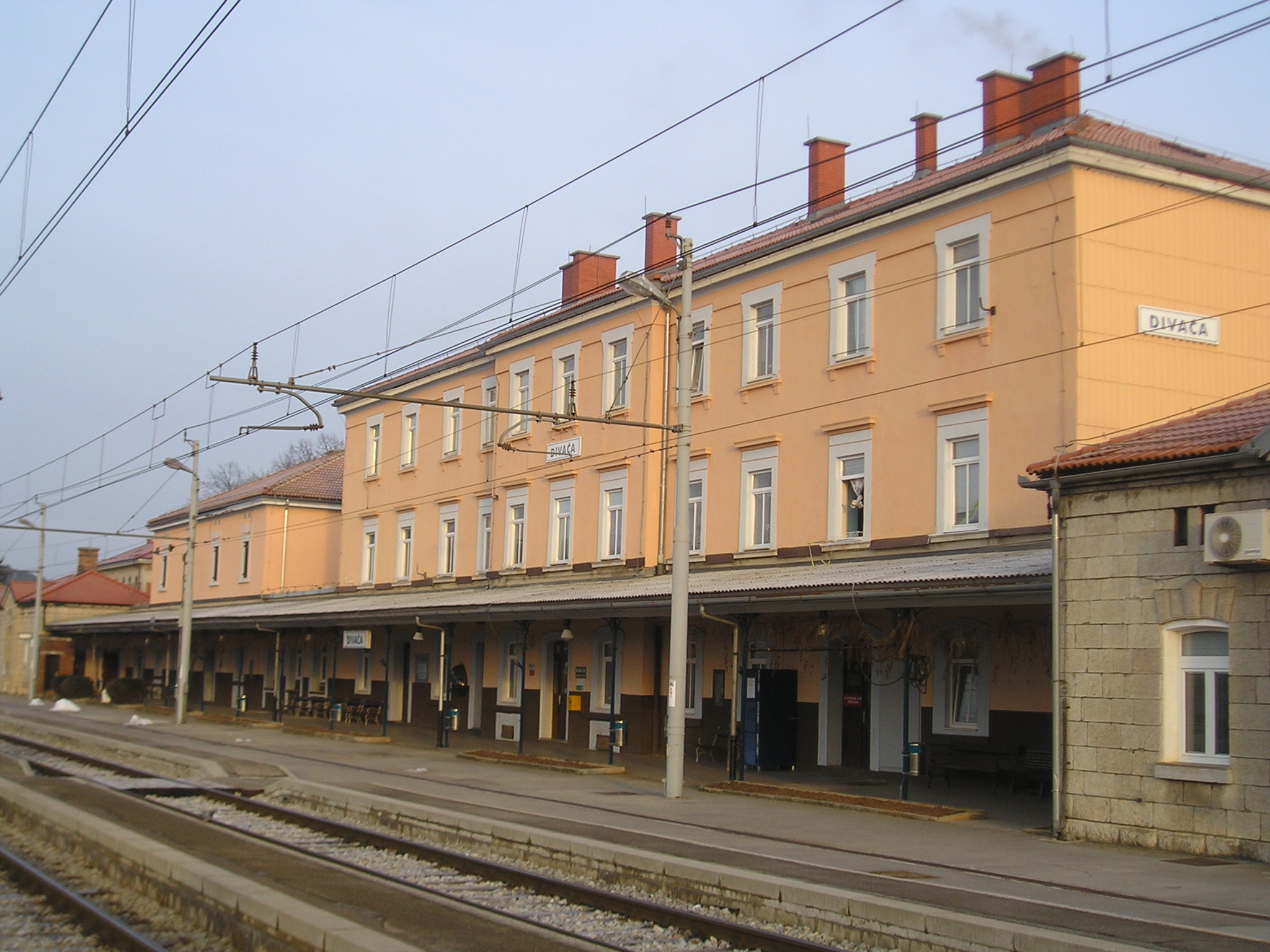
Железнодорожная станция Дивача

Станция Дивача является важным узлом Словенских железных дорог с грузовым и регулярно-пассажирским движением по линиям на столицу страны Любляну, на порт Копер и на итальянcкий Триест (через Сежану).
Имеется аэродром для местных и частных полётов.

Карта Обално-Крашского региона

## Известные уроженцы
Известные люди, которые родились или жили в Диваце:
- Бучар, Метка (1903—1988) — словенская и югославская актриса.
- Рафаэль Бачар (1902—1975) — биолог и орнитолог,
- Иван Бано (1880—1910) — учитель,
- Ита Рина, урождённая Ида Краванья (1907—1979) — актриса,
- Рудольф Штерле (1873—1948) — юридический писатель, переводчик,
- Алоизий Ваднал (1910—1987) — математик,
- Грегор Жиберна (1855—1929) — спелеолог,
- Ёжко Жиберна (1910—2002) — адвокат